# Ren (filosofia)
Ren (em chinês:  仁 , significa benevolência, humanidade, altruísmo) é uma virtude central do confucionismo, que se refere à qualidade moral de uma pessoa virtuosa ao aspirar a ideais elevados ou ao agir de forma altruísta. O ren se manifesta por meio de sentimentos e intenções funcionais, instintivos e parentais de incentivo e proteção em relação aos filhos. É considerado a expressão visível dos ideais confucionistas.
Yan Hui, um dos Quatro Sábios, certa vez perguntou ao seu mestre quais seriam as regras do ren. Confúcio respondeu: “Não olhe a menos que esteja de acordo com os ritos; não escute a menos que esteja de acordo com os ritos; não fale a menos que seja de acordo com os ritos; não se mexa a menos que seja de acordo com os ritos”. Confúcio também definiu o ren da seguinte maneira: “um homem benevolente ajuda os outros a firmar sua atitude do mesmo modo que ele próprio deseja firmar a sua e conduz os outros a isso do mesmo modo que ele próprio deseja chegar lá”. Em outra ocasião, ele afirmou: “A benevolência é realmente algo tão distante? Tão logo a desejo e ela está aqui”. O ren está próximo do ser humano e nunca o abandona.

## Interpretação do caractere chinês
O logograma único para ren é composto por dois hanzi comuns: 人 (pessoa ou ser humano) e 二 (dois), sendo que 人 aparece em uma forma estilizada dentro de outro caractere. A partir dessa combinação, surgiram diversas interpretações populares. Uma delas associa o caractere à ideia de “olhar para o alto”, simbolizando a aspiração a princípios ou ideais mais elevados. Outra leitura frequente diz que ren representa “como duas pessoas devem se tratar mutuamente”. Embora essas interpretações sejam comuns em discussões sobre caracteres chineses, trata-se de etimologias populares que nem sempre refletem a origem real dos símbolos.
No caso de ren — termo geralmente traduzido como “benevolência” ou “humanidade” —, no pensamento confucionista essa ideia está diretamente ligada à essência do que significa ser humano. Para Confúcio, ren representa a qualidade moral que emerge da relação entre as pessoas, especialmente na forma de cuidado, empatia e responsabilidade mútua. A interação entre um bebê totalmente dependente e o cuidado atento de um dos pais é, para ele, a expressão mais intensa dessa humanidade. Como diz o próprio Confúcio: “Quando se ama um homem, deseja-se que ele viva”. O Caminho da humanidade (ren) é o da interação humana e, por meio da experiência compartilhada, do conhecimento mútuo, aprende-se a conhecer a própria família. “Fan Ch’ih perguntou sobre benevolência. O Mestre disse: 'Ame seus semelhantes'. Ele perguntou sobre a sabedoria. O Mestre disse: 'Conheça os homens'". Em outras palavras, o amor humano e a convivência são a origem da humanidade — e, portanto, da própria constituição do eu humano.
Outra interpretação comum dos elementos gráficos é a de que o Homem (ou o ser humano) representa a conexão ou a harmonização entre o Céu e a Terra (Sanbao 三宝 – “três tesouros”).
Fontes epigráficas do período pré-imperial atestam formas alternativas de escrita do mesmo caractere: 忎 (registrado como variante de 仁 no dicionário Shuowen), 身 com 心 abaixo (⿱身心), e essa última composição acrescida de 人 à direita.

## Princípios deli,reneyi
O princípio de ren está relacionado aos conceitos de li e yi. No confucionismo, li costuma ser traduzido como “rito” ou “ritual”, enquanto yi é traduzido como “retidão” ou “justiça”. Esses três conceitos, interligados, dizem respeito à forma como os confucionistas compreendem a agência moral — ou seja, a capacidade de agir de maneira ética e apropriada no mundo.
Li refere-se a uma ação ou ritual considerado socialmente adequado; yi diz respeito àquilo que é moralmente correto de fato; e ren envolve a dimensão relacional da ação, ou seja, a qualidade do vínculo entre quem age e quem é afetado pela ação. Frequentemente, uma mesma ação pode ser ao mesmo tempo li e yi, mas nem sempre isso ocorre.
Li representa a expressão externa dos ideais confucionistas, enquanto ren é tanto uma manifestação interna (como sentimento e intenção) quanto externa (como comportamento) desses mesmos ideais. Segundo Lewis Hopfe e Mark Woodward, de modo geral, li pode ser entendido como a forma ideal de conduzir a vida, aquilo que orienta o comportamento dentro de uma ordem social esperada. Esse conceito carrega sentidos tanto religiosos quanto sociais. Quando uma sociedade se organiza de acordo com os princípios de li, ela tende a funcionar com harmonia: as pessoas demonstram respeito pelos mais velhos e por suas posições hierárquicas, os rituais e cerimônias são realizados de maneira apropriada, e tudo ocupa seu devido lugar dentro da estrutura social.

## A natureza deren

### Perspectivas tradicionais
No confucionismo, ren está profundamente ligado às relações entre as pessoas, mas vai além dessas conexões imediatas. Ele representa um processo interno de desenvolvimento ético em direção a um ideal altruísta. Ao mesmo tempo, pressupõe a consciência de que ninguém está isolado no mundo — todos fazem parte de redes de pertencimento, como a família, o Estado, a sociedade e, em última instância, o Tao.
Confúcio ensinava que ren não é algo que se aprende externamente: ele é inato. Todos nascem com a capacidade de sentir ren, ou seja, com a inclinação natural para a humanidade e o bem. Para manter a integridade moral diante das mudanças constantes do mundo, o mestre enfatizava a importância da reflexão contínua.
O termo ren já foi traduzido de diversas maneiras — como "benevolência", "virtude perfeita", "bondade" ou "coração humano" — mas, para Confúcio, seu significado se resume de forma simples na palavra comum para amor (ai): praticar ren é "amar os outros".
Ren também possui uma dimensão política importante. Na visão confucionista, um governante que não age com ren dificilmente terá súditos justos e compassivos. O princípio de ren é a base da teoria política confucionista: um bom governo exige que o líder aja com humanidade. Caso contrário, ele pode perder o chamado Mandato do Céu (Tianming), ou seja, a legitimidade para governar. Um governante cruel ou indiferente ao bem-estar do povo não merece obediência; já aquele que governa com benevolência conquista tanto o favor do Céu quanto a confiança popular. Embora Confúcio não tenha dado grande ênfase à participação ativa do povo, ele acreditava que o governante deveria sempre cuidar das necessidades básicas da população. Já Mêncio, um dos principais continuadores do confucionismo, defendia que em assuntos importantes a opinião popular deveria ser consultada. 
Além disso, ren abrange outras qualidades fundamentais à conduta ética, como xìn (信), que significa ser coerente entre o que se diz e o que se faz; lǐ (禮), que diz respeito a cumprir corretamente os rituais cotidianos; jìng (敬), que representa agir com seriedade e respeito; e yì (義), que é a prática da retidão moral. Quando essas virtudes estão presentes, a pessoa é considerada um junzi (君子), ou seja, um “homem superior” — um ideal ético de ser humano nobre, íntegro e exemplar. Para os confucionistas, o governo deveria ser conduzido por pessoas assim, que colocam o bem-estar coletivo acima de interesses pessoais. 